# Kryszijan Chenkel
Kryszijan Andrejewitsch Chenkel (belarussisch Крысціян Андрэевіч Хенкель, russisch Кристиан Андреевич Хенкель Kristian Andrejewitsch Chenkel; * 7. November 1995 in Minsk) ist ein belarussischer Eishockeyspieler, der seit 2024 erneut beim HK Dinamo Minsk in der Kontinentalen Hockey-Liga unter Vertrag steht. Sein Vater Andreas Henkel ist ebenfalls Eishockeyspieler und war unter anderem in der Deutschen Eishockey Liga aktiv.

## Karriere
Kryszijan Chenkel begann seine Karriere als Eishockeyspieler in seiner Heimatstadt beim HK Junost Minsk. Ab 2011 spielte er für die zweite Mannschaft des Klubs Junior Minsk in der belarussischen Wysschaja Liga, der zweithöchsten Spielklasse des Landes, sowie im Jugendteam in der russisch dominierten Nachwuchsliga Molodjoschnaja Chokkeinaja Liga. In der Folgesaison wurde er dann neben den Einsätzen im Juniorenteam und der zweiten Mannschaft, die inzwischen in der Extraliga spielte, auch in der ersten Mannschaft in der russischen Wysschaja Hockey-Liga eingesetzt. Beim KHL Junior Draft 2012 wurde er in der vierten Runde als insgesamt 118. Spieler vom HK Dinamo Minsk und ein Jahr später beim CHL Import Draft als insgesamt 22. Spieler in der ersten Runde von den Lethbridge Hurricanes gedraftet. Im November 2013 wechselte er für ein halbes Jahr zu dem Team aus Alberta in die Western Hockey League, bevor zu Junost zurückkehrte. 2015 wurde er als bester junger Spieler der Extraliga ausgezeichnet und 2016 mit Junost Minsk belarussischer Meister, wozu er als bester Verteidiger der Liga maßgeblich beitrug. Anschließend wechselte er zu seinem Draftverein HK Dinamo Minsk in die Kontinentale Hockey-Liga. Nachdem er 2019 für das All-Star-Game der KHL nominiert worden war, wechselte er zum Ligakonkurrenten Ak Bars Kasan und wurde 2020 erneut für das All-Star-Game nominiert. Nach einem kurzen Abstecher zu Barys Astana spielt er seit 2024 erneut beim HK Dinamo Minsk.

### International
Für Belarus nahm Chenkel im Juniorenbereich an der U18-Weltmeisterschaft 2012, als der Aufstieg in die Top-Division gelang, in der Division I sowie den U20-Weltmeisterschaften der Division I 2014 und 2015, als er mit den Belarussen erneut den Aufstieg in die Top-Division schaffte, teil.
In der belarussischen Nationalmannschaft debütierte er bei der Weltmeisterschaft 2016 in der Top-Division. Auch 2017, 2018 und 2021 nahm er an den Weltmeisterschaften der Top-Division teil. 2019 spielte er in der Division I, wo ihm mit den Belarussen der sofortige Wiederaufstieg gelang, teil. Dieser konnte wegen der weltweiten Covid-19-Pandemie von Chenkel und seiner Mannschaft jedoch erst bei der Weltmeisterschaft 2021 wahrgenommen werden. Zudem vertrat er seine Farben bei den Olympiaqualifikationen für die Winterspiele in Pyeongchang 2018 und in Peking 2022.

## Erfolge und Auszeichnungen
- 2015 Bester junger Spieler der Extraliga
- 2016 Belarussischer Meister mit dem HK Junost Minsk
- 2016 Bester Verteidiger der Extraliga
- 2019 All-Star-Game der Kontinentalen Hockey-Liga
- 2020 All-Star-Game der Kontinentalen Hockey-Liga

### International
- 2012 Aufstieg in die Top-Division bei der U18-Weltmeisterschaft der Division I, Gruppe B
- 2015 Aufstieg in die Top-Division bei der U20-Weltmeisterschaft der Division I, Gruppe A
- 2019 Aufstieg in die Top-Division bei der Weltmeisterschaft der Division I, Gruppe A

## KHL-Statistik
(Stand: Ende der Spielzeit 2024/25)